# Alfredo Tena
Alfredo Tena Garduño (Cidade do México, 21 de novembro de 1956) é um treinador e ex-futebolista mexicano que atuava como defensor.

## Carreira
Manuel Nájera fez parte do elenco da Seleção Mexicana de Futebol, na Copa do Mundo de  1978. 